# Лоренс Иглбергер
Лоренс Иглбергер (енгл. Lawrence Eagleburger; Милвоки, 1. август 1930 — Шарлотсвил, 4. јун 2011) био је амерички дипломата и амбасадор.
Био је амерички амбасадор у Београду од 1977. до 1981. године и државни секретар САД од 23. августа 1992. до 19. јануара 1993. године.